# Choisya
Choisya es un género de plantas con flores con 10 especies, perteneciente a la familia Rutaceae. Son nativos de EE. UU. (Arizona, Nuevo México y Texas) y al sur en México.
Son arbustos perennes que alcanzan los 1-3 metros de altura. Las hojas son opuestas, coriáceas, glabras y palmeadas compuestas de 3-13 hojas, cada una de 3-8 cm de longitud y.5-3.5 cm de ancho con las flores de 3-5 cm de diámetro con 4-7 pétalos de color blanco y 8-15  estambres. El fruto es una cápsula.

## Especies seleccionadas
- Choisya arizonica
- Choisya dewitteana
- Choisya dumosa
- Choisya grandiflora
- Choisya katherinae
- Choisya ternata Kunth - naranjo mexicano

## Sinónimo
- Astrophyllum.